# Орден Святого Александра Невского
Императорский орден Святого благоверного князя Алекса́ндра Не́вского (орден Святого Александра Невского) — одна из высших наград Российской империи с 1725 по 1917 год. Учреждён Екатериной I и стал третьим российским орденом после ордена Св. Андрея Первозванного и женского ордена Св. Великомученицы Екатерины.
Знак ордена представлял собой четырёхконечный прямой крест с расширяющимися концами и характерными двуглавыми орлами, помещёнными между концами креста. В центре креста располагался круглый медальон с изображением конной фигуры Александра Невского. Также к знакам ордена относилась серебряная восьмилучевая звезда с девизом ордена «ЗА ТРУДЫ И ОТЕЧЕСТВО».

## История ордена
Орден Святого Александра Невского был задуман Петром I для награждения за военные заслуги. Однако учреждённый уже после его смерти 21 мая (1 июня) 1725 года Екатериной I («в воздаяние трудов, для отечества подъемлемых») орден стал использоваться и для поощрения гражданских лиц.
Впервые кавалерами ордена стали 18 человек в день свадьбы дочери Екатерины и Петра I, царевны Анны и герцога Шлезвиг-Гольштейн-Готторпского Карла-Фридриха. Судя по списку награждённых лиц, орден предназначался для награждения не самых высших чинов, соответствующих примерно генерал-лейтенанту или генерал-майору. Однако уже 30 августа (10 сентября) 1725 года, в годовщину перенесения из Владимира мощей святого благоверного великого князя Александра Невского, императрица Екатерина I жаловала орден себе, а также ещё 21 человеку из высшей знати, в том числе польскому королю Августу II и королю Дании Фредерику IV. В список не попал ни один генерал-майор. Орден утвердился как награда для чинов от генерал-лейтенанта и выше.
До царствования Екатерины II орденом Святого Александра Невского наградили около 300 человек. Императрица Екатерина II выдала ещё 250 орденов. При Павле I в 1797 году орден впервые получил официальный статут и описание: «Крест красный, имеющий в промежутках двуглавных орлов, а в средине изображение Святого Александра на коне, на другой стороне в белом поле его вензель с Княжескою Короною. Звезда серебряная, в середине которой в серебряном поле вензловое имя Святого Александра Невского под Княжескою Короною. В окружности на красном поле орденский девиз: за труды и отечество, изображен золотыми буквами».
В 1860-е годы по тогдашней моде знак ордена нередко покрывали чёрной эмалью.
Дополнительной почестью было прибавление к знаку ордена скрещённых мечей (при награждении за военные подвиги) или бриллиантов, а к последним могли быть добавлены ещё и бриллиантовые мечи.
В Павловское время учреждается особая комиссия из шести кавалеров ордена Александра Невского, которая занималась благотворительной деятельностью на разовые взносы в 200 рублей от вновь награждённых. При Александре I взносы увеличились.
В период войн с Наполеоном 1812—1814 годов орден Святого Александра Невского выдавался 48 раз, из них 14 орденов с бриллиантами. За Бородинское сражение Александр I пожаловал 4 ордена известным генералам Д. С. Дохтурову, М. А. Милорадовичу, А. И. Остерману-Толстому и Н. Н. Раевскому.
Известно 3674 факта награждения за время существования ордена
Капитульным храмом ордена являлся Троицкий собор Александро-Невской Лавры.
После Октябрьской революции награждение орденом было прекращено и он прекратил своё существование как российская награда.
Орден сохранён в эмиграции домом Романовых как династическая награда. О награждении орденом после 1917 года см. статью Пожалования титулов и орденов Российской империи после 1917 года.
29 июля 1942 года в СССР был учреждён новый орден Александра Невского для награждения командного состава Красной Армии.
После распада Советского Союза орден был сохранён в системе государственных наград Российской Федерации Указом Президиума Верховного Совета Российской Федерации от 2 марта 1992 года № 2424-1 «О государственных наградах Российской Федерации» и Постановлением Верховного Совета Российской Федерации от 20 марта 1992 года № 2557-I «Об утверждении Указа Президиума Верховного Совета Российской Федерации „О государственных наградах Российской Федерации“». Однако до 2010 года российский орден не имел статута и официального описания, награждение орденом государством не производилось.
Указом Президента Российской Федерации Д. Медведева от 7 сентября 2010 года № 1099 «О мерах по совершенствованию государственной наградной системы Российской Федерации» установлено, что орден Александра Невского вновь входит в государственную наградную систему Российской Федерации, а также утверждены его статут и описание. Знак ордена Александра Невского Российской Федерации воспроизводит дизайн дореволюционного ордена.
Орден Александра Невского является единственной наградой, существовавшей (с определёнными изменениями) в наградных системах Российской империи, Советского Союза и Российской Федерации.

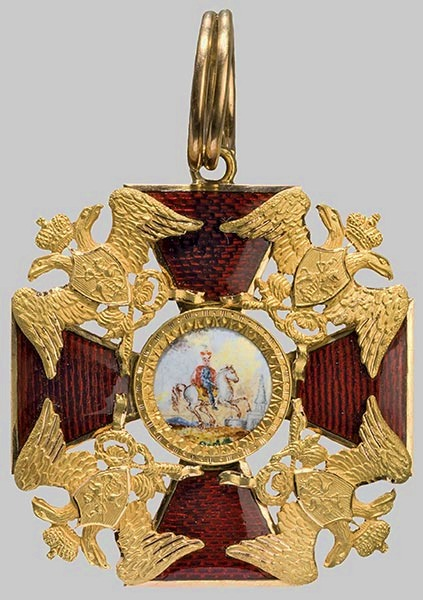
Крест ордена Св. Александра Невского 1820-е
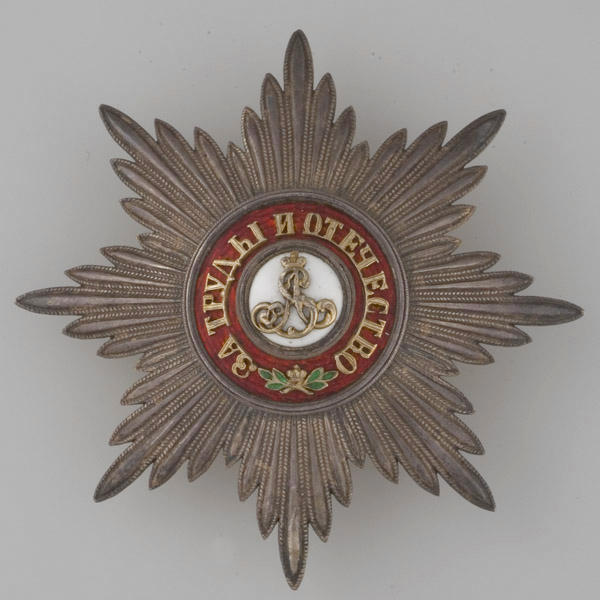
Звезда к ордену Св. Александра Невского
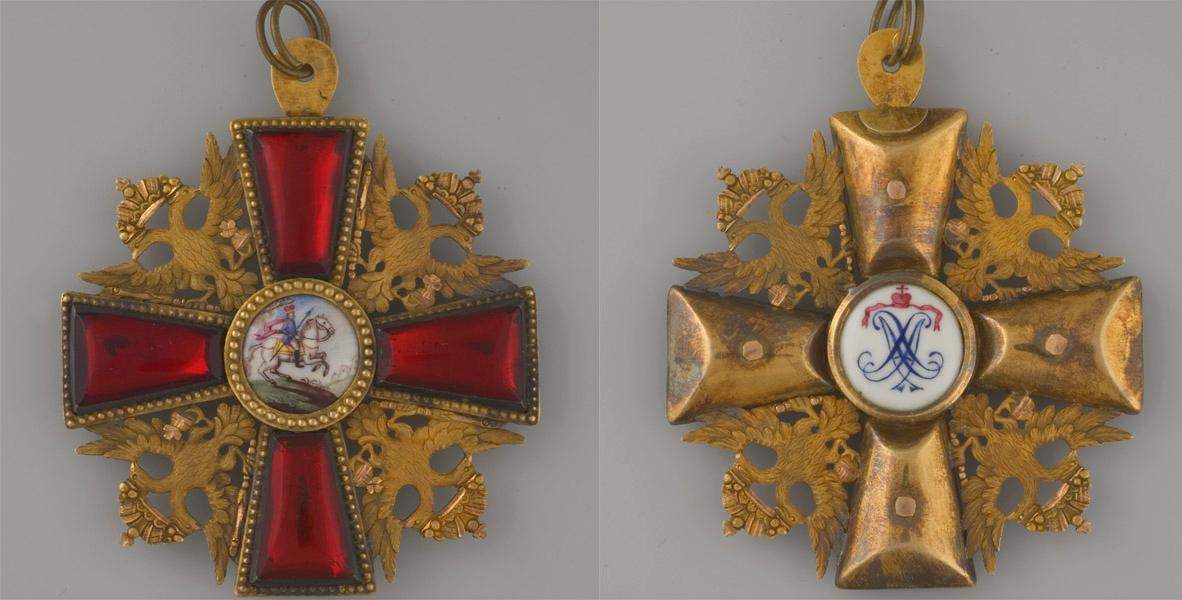
Знак в виде креста к ордену Св. Александра Невского. Лицевая (слева) и оборотная стороны знака.
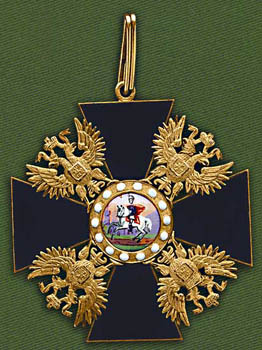
Знак ордена Св. Александра Невского 1865 г. с чёрной эмалью
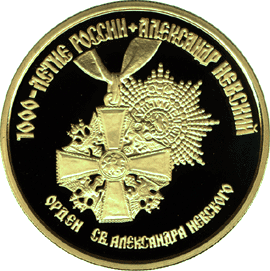
Монета Банка России, 1995 г. — «Историческая серия», Александр Невский, Орден Святого Александра Невского, 100 рублей, реверс
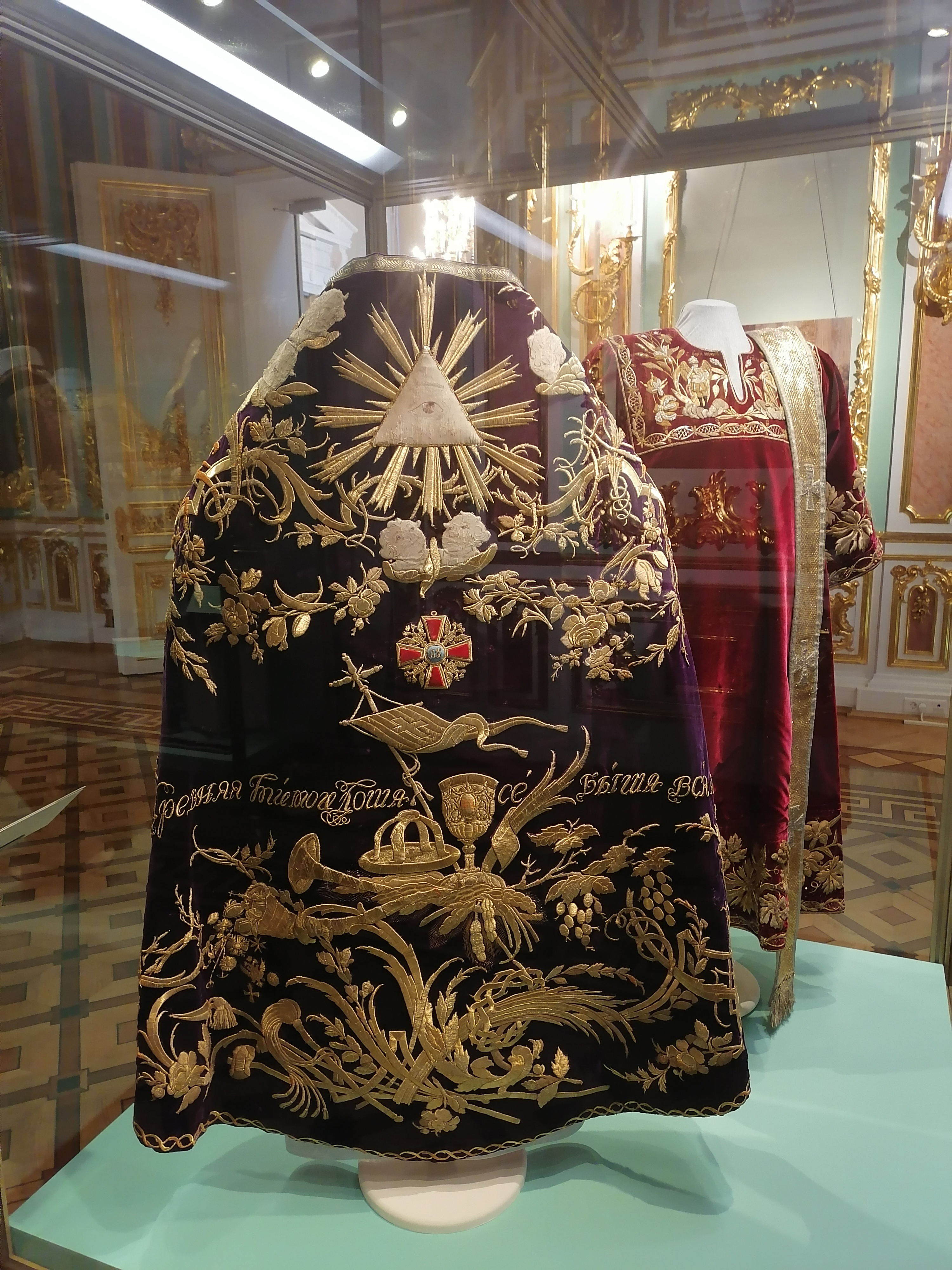
Фелонь со знаками ордена Св. Александра Невского, полагающаяся священнослужителям-кавалерам ордена

## Статут ордена
Извлечения из Учреждения орденов и других знаков отличия, изд. 1892 года:

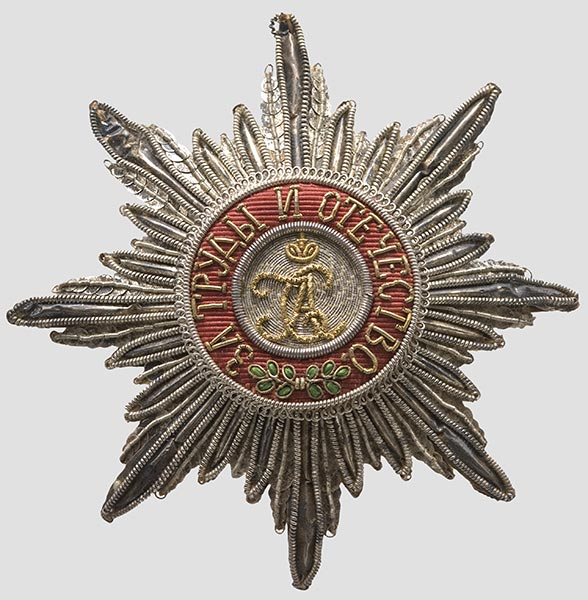
Вышитая звезда к ордену Св. Александра Невского, 1840 г.

- Императорский орден Св. Александра Невского имеет одну степень или класс.
- Заслуги, открывающие путь к достижению сего ордена, так же как и ордена Св. Апостола Андрея, законом не означаются.
- Знаки сего ордена суть следующие:
  - 1) Крест золотой с красной с обеих сторон финифтью, имеющий между четырьмя концами своими четырёх, золотых же, двуглавых орлов под Императорскою короною, с распущенными крыльями, коими они на поверхности лицевой стороны креста и соединяются между собою, имея в когтях перуны и лавровые венки; в середине креста, на облачном финифтяном поле, изображение на коне Св. Александра Невского, а на другой стороне латинский его вензель под Княжескою короною.
  - 2) Звезда серебряная, в средине которой в таковом же поле вензеловое имя Св. Александра Невского под Княжескою короною; в окружности на красном поле изображён золотыми буквами орденский девиз: «ЗА ТРУДЫ И ОТЕЧЕСТВО».
  - 3) Лента красная, носимая чрез левое плечо.
  - 4) К знакам, жалуемым за военные против неприятеля подвиги, присоединяются по два, накрест лежащих, меча: посредине креста и звезды.

- На знаках ордена Св. Александра Невского, при пожаловании его не христианам, вместо изображения Св. Александра и вместо вензелового имени его, изображается Императорский Российский орёл.
- Двадцать четыре кавалера ордена Св. Александра Невского, полагая в том числе пять духовных особ, получают пенсии, с разделением оных на два разряда. Шести старшим кавалерам полагается ежегодно по 700 рублей, остальным по 500 рублей (Приложение к статье 155).
- С каждого кавалера ордена Св. Александра Невского, при пожаловании его сим орденом, взимается единовременно и доставляется в Капитул орденов на дела богоугодные по четыреста рублей.